# Miedzioryt punktowany
Miedzioryt punktowany (puncowy):

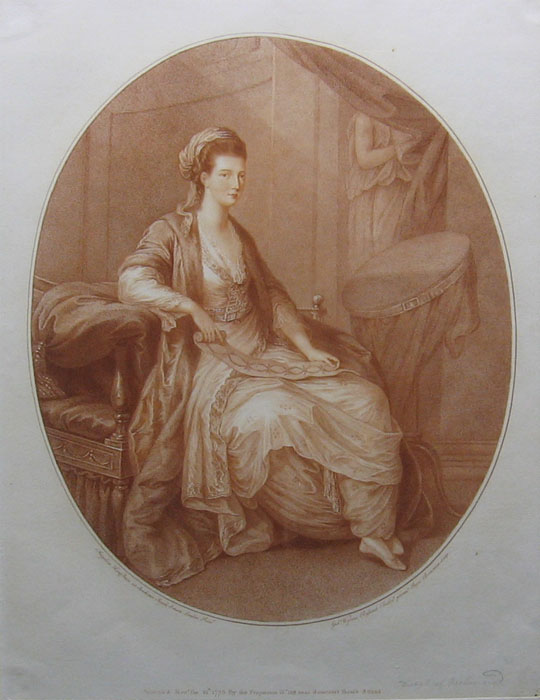
The Duchess of Richmond, miedzioryt punktowany, autor William Wynne Ryland według obrazu Angeliki Kauffmann (1775)

1. Technika  druku wklęsłego stosowana w XVIII wieku, zwłaszcza w Anglii, która podobnie jak sposób kredkowy, dzięki niezmiernie delikatnym efektom osiąganym przez wybijanie na płycie drobniutkich otworków stemplami i młoteczkami, nadawała się do kopiowania subtelnych miniatur. Odbitki często były dodatkowo kolorowane.
2. Rycina wykonana tą techniką.

## Dzieje
Wybijanie punktów puncą było znane już w XV wieku przy wykonywaniu miedziorytu groszkowego. Do prekursorów tej techniki w XVI wieku należy Giulio Campagnola, który punktami uzyskiwał miękkie przejścia tonów. W XVII wieku stosowali go Paul Flindt z Norymbergi i Janus Lutma z Antwerpii. Miedzioryt punktowany w ciągu XVII wieku stosowany był przez wielu artystów, takich jak np. Jean Morin oraz Robert Nanteuil, dla wydobycia delikatnych tonów modelujących twarz portretowanego. 
W XVIII wieku miedzioryt punktowany rozwinął się głównie w Anglii dzięki Williamowi W. Rylandowi. Techniką tą posługiwał się w swej twórczości wówczas przede wszystkim  Francesco Bartolozzi i jego uczniowie. We Francji, Niemczech oraz Austrii miedzioryt punktowany stosowany był głównie w portretach (często wydawanych w albumach), scenach rodzajowych, historycznych, almanachach, kalendarzach, książkach historycznych oraz w zbiorach portretów opatrzonych życiorysami.